# Ларингит
Ларинги́т (от др.-греч. λάρυγξ — «гортань») — воспаление слизистых оболочек гортани, связанное, как правило, с простудным заболеванием либо с такими инфекционными заболеваниями, как корь, скарлатина, коклюш. Развитию заболевания способствуют перегревание, переохлаждение, дыхание через рот, запылённый воздух, перенапряжение гортани и носоглотки, травмы, сгибание или наросты (узлы, полипы) на голосовых связках.
Ларинготрахеит — вариант развития заболевания, характеризующийся воспалением гортани и начальных отделов трахеи.
При ларингите и ларинготрахеите наблюдается охриплость вплоть до полной потери голоса, сухость, першение в горле, сухой лающий кашель. Может наблюдаться затруднение дыхания, боль при глотании.
Лечение включает в себя ограничение голосового режима (больной должен молчать, говорить шёпотом нельзя, так как при шёпоте связки подвергаются той же нагрузке, что и при обычном разговоре); щёлочно-масляные ингаляции; диета с исключением острой, солёной, горячей или очень холодной пищи.
Как ларингит, так и ларинготрахеит может быть острый и хронический. Последний возникает при неустранении причин, приведших к острому ларингиту (ларинготрахеиту).
Особенно опасен острый стенозирующий ларинготрахеит (ложный круп) у детей, так как в силу меньшего размера гортани, возникает опасность сильного сужения голосовой щели и угроза остановки дыхания, что без своевременной медицинской помощи может привести к летальному исходу.

## Острый ларингит

### Причины

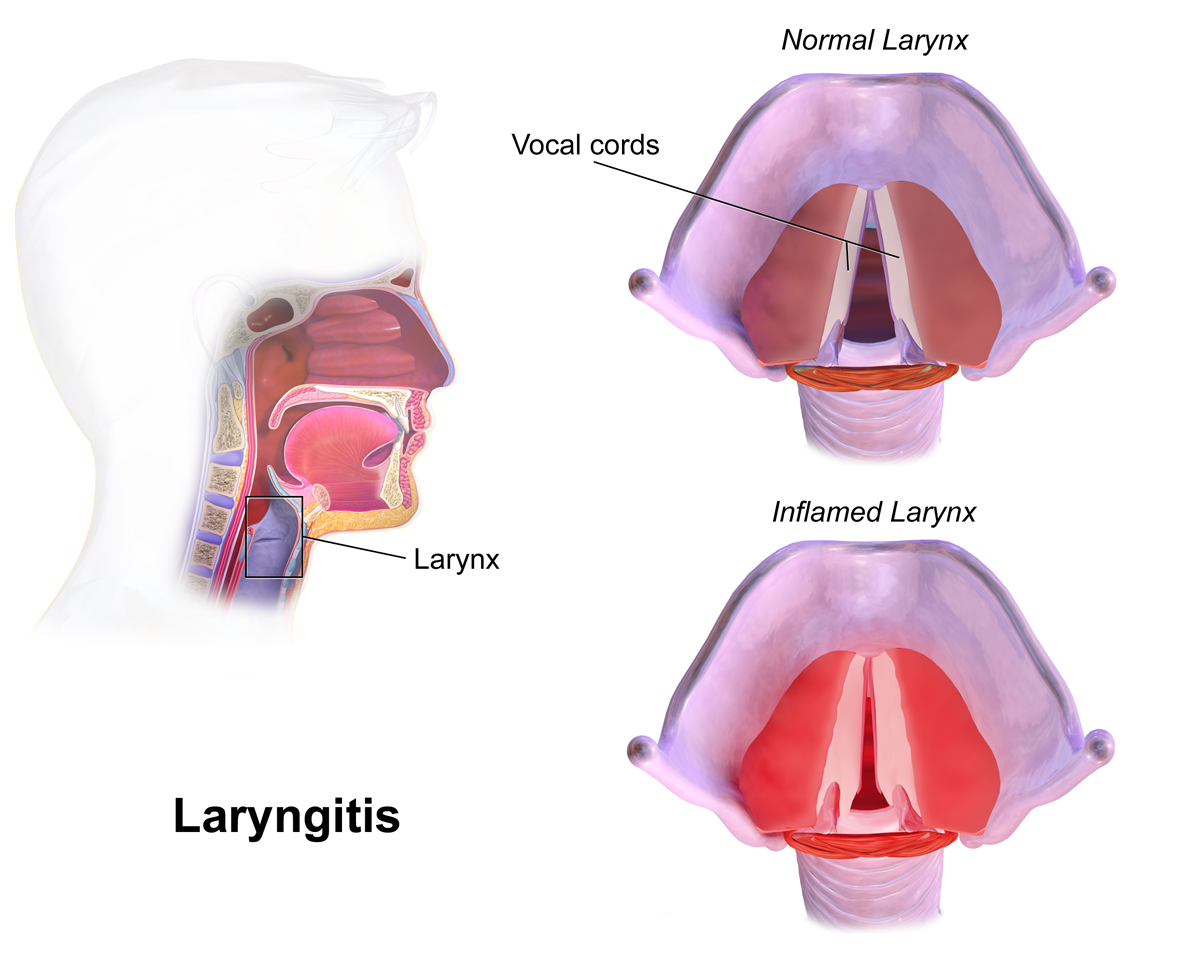
Ларингит

Причиной заболевания является повреждение слизистой оболочки гортани и верхнего отдела трахеи, что приводит к развитию выраженного воспаления, приводящего к развитию типичной клиники заболевания. Причины повреждения слизистой разнообразны, начиная от чрезмерного переохлаждения или перенапряжения голоса (например, у певцов, преподавателей), и заканчивая колонизацией слизистой оболочки патогенными микроорганизмами при общих острых инфекциях (гриппа, кори и др.). Воспалительный процесс может захватывать или всю слизистую оболочку гортани — разлитая форма ларингита, или слизистую оболочку надгортанника, голосовых складок, стенок подголосовой полости.

### Симптомы
При развитом остром ларингите слизистая оболочка выглядит резко покрасневшей; припухание сильнее выражено в области складок преддверия.
Из воспалённых, а значит, расширенных, сосудов может просачиваться кровь, образуя на слизистой оболочке багрово-красные точки (что чаще встречается при осложнённом гриппе).
Симптомы ларингита:
- болевые ощущения при глотании;
- затрудненная речь;
- сухой лающий кашель (в дальнейшем кашель с выделением мокроты);
- жжение, першение и сухость в горле;
- быстрая утомляемость и слабость;
- головные боли, насморк и общая слабость;
- повышение температуры тела;
- увеличение лимфатических узлов под челюстью и на шее;
- белые налёты на горле (в случае инфекционного характера болезни);[3]
- синюшность кожных покровов (в редких случаях).

При изолированной форме острого ларингита резкое покраснение и инфильтрация слизистой оболочки могут быть выражены только в надгортаннике. Нередко острый воспалительный процесс охватывает слизистую оболочку не только гортани, но и трахеи (ларинготрахеит). При этом часто наблюдается сильный кашель, обычно с выделением мокроты, продуцируемой слизистой оболочкой гортани и трахеи.

### Клиническая картина
Клиническая картина острого ларингита характеризуется ухудшением общего состояния, нередко повышается температура. В крови при лабораторном исследовании определяются показатели воспалительного процесса (увеличивается количество лейкоцитов, скорость оседания эритроцитов). При преимущественной локализации процесса в области надгортанника или задней стенки гортани могут наблюдаться боли при глотании. Голос становится хриплым. Затруднение дыхания может быть обусловлено сужением голосовой щели вследствие её спазма, отёка (или даже развития абсцесса). При остром ларингите больные жалуются на ощущение сухости, першения, царапанья в горле; кашель вначале сухой, а в дальнейшем сопровождается откашливанием мокроты; голос становится хриплым, грубым или совсем беззвучным. Иногда появляется боль при глотании, головная боль и небольшое (до 37,4°) повышение температуры. Продолжительность болезни при соблюдении назначенного врачом режима обычно не превышает 7-10 дней.

### Лечение
Лечение острого ларингита состоит в устранении причин, вызвавших заболевание. Для полного покоя гортани в течение 5-7 дней больному не рекомендуется разговаривать. Необходимо также исключить из пищи жгучие приправы, пряности. Запрещается курение, употребление спиртных напитков. Из лечебных процедур полезны: тёплое питье, полоскание горла, тёплые ингаляции рекомендованными врачом средствами, тепло на шею (повязка или согревающий компресс). Врачом может быть назначено также и медикаментозное лечение. В него входит использование местных комбинированных препаратов антибактериального и противовоспалительного действия (таблетки для рассасывания или аэрозоли), комплексные противовоспалительные препараты.
Для снятия боли и воспаления в горле назначаются НПВП  в местных формах: растворы для полоскания, спреи. Метод полоскания лишён побочных эффектов в виде желудочно-кишечных расстройств. В случае присоединения системных проявлений заболевания (например, лихорадки), НПВП можно применять перорально в виде таблеток и капсул, в том числе для приготовления раствора.

### Профилактика
Профилактика острых ларингитов направлена на предупреждение переохлаждения и перенапряжения голоса, особенно при наличии гриппа, острых респираторных заболеваний.

### Ложный круп
У детей до 6-8-летнего возраста может развиться особая форма острого ларингита, а именно возникновение ложного крупа. Его проявления сходны с проявлениями дифтерии гортани — истинного крупа. Это осложнение опасно тем, что может привести к резкому затруднению дыхания в результате сужения просвета гортани из-за воспалительного процесса (отёка), который, в свою очередь, часто сочетается со спазмом голосовой щели. Ложный круп при остром ларингите чаще всего наблюдается у детей с экссудативным диатезом.
При ложном крупе приступ болезни возникает обычно неожиданно, ночью во время сна: ребёнок внезапно просыпается весь в поту, беспокоен, дыхание его становится все более затрудненным и шумным, губы синеют, кашель «лающий». Через некоторое время (20-30 минут) ребёнок успокаивается и засыпает. Температура тела во время приступа остаётся нормальной или незначительно повышается. Приступы заболевания могут повторяться в эту или следующую ночь. При появлении признаков ложного крупа нужно немедленно вызвать скорую помощь или доставить ребёнка в ближайшую больницу. До прибытия врача приступ можно ослабить, если поставить горчичник на область гортани, грудной клетки, сделать горячую ножную ванну (39°) в течение 5-7 минут. Полезны также свежий воздух и теплое питьё.

## Хронический ларингит

### Причины
Это заболевание развивается как следствие неоднократно повторяющегося острого ларингита или длительных воспалительных процессов в носу и его придаточных пазухах, глотке. Способствуют заболеванию курение, злоупотребление алкогольными напитками, перенапряжение голоса. Хронический ларингит нередко развивается у педагогов как профессиональная болезнь.

### Симптомы
При хроническом ларингите больные жалуются на хрипоту, быструю утомляемость голоса, ощущение сдавленности, першения в горле, что вызывает постоянное покашливание. При обострении воспалительного процесса все эти явления усиливаются.

### Лечение
Больные с хроническим ларингитом обязательно должны быть обследованы врачом. В зависимости от характера воспалительного процесса врач назначает соответствующее лечение: ингаляции, смазывание гортани, различные физиотерапевтические процедуры, а при необходимости и медикаментозное, и даже хирургическое лечение.
Для предупреждения развития хронического ларингита прежде всего необходимо своевременное лечение острого ларингита, а также других катаров верхних дыхательных путей (заболеваний носа, придаточных пазух и др.), которые могут осложниться воспалением гортани. Следует придерживаться и рационального голосового режима.
В профилактике как острого, так и хронического ларингита важное значение имеет регулярное занятие физической культурой и спортом, одним словом, закаливание организма и как можно с более раннего возраста.

## Ларингит у животных
Первичные ларингиты возникают в результате вдыхания холодного, насыщенного аммиаком, сероводородом и другими раздражающими веществами воздуха, при общем охлаждении животных, после длительного мычанья, лая, введения некоторых жидких лекарственных средств с питьевой водой. Крупозный ларингит возникает как следствие более сильного воздействия перечисленных причин, вдыхания мельчайших частичек негашеной извести и при инфицировании области гортани и глотки возбудителями некробактериоза или сальмонеллеза. Вторичные катаральные ларингиты развиваются при фарингитах, бронхитах и пневмониях. При постановке диагноза необходимо исключить опухоли и паразитарные поражения гортани, попадание инородных тел, воспаление слизистой глотки, трахеи и бронхов. Профилактика сводится к тому, что животных с раннего возраста следует закалять к воздействию холода выращиванием при пониженных температурах. Разгорячённых работой животных нужно оберегать от холода, дождя, снега, нельзя давать холодную воду. Помещения необходимо тщательно вентилировать, чтобы они не содержали вредных газов и паров.